# Doria haenschi
Doria haenschi är en insektsart som först beskrevs av Schmidt 1904.  Doria haenschi ingår i släktet Doria och familjen Flatidae. Inga underarter finns listade i Catalogue of Life.